# Jan Władysław Ukolski
Jan Władysław Ukolski herbu Kościesza (zm. 22 lipca 1705 roku) – podkomorzy trocki w latach 1691–1705, sędzia ziemski trocki w latach 1679–1690, stolnik trocki w latach 1671–1679, podwojewodzi trocki w 1670 roku, pisarz grodzki trocki w latach 1664–1670, dyrektor trockiego sejmiku deputackiego 1694 roku i trockiego sejmiku relacyjnego 1695 roku.
Poseł sejmiku trockiego na sejm zwyczajny 1677 roku.
Jako poseł na sejm konwokacyjny 1674 roku z województwa trockiego był członkiem konfederacji generalnej zawiązanej 15 stycznia 1674 roku na tym sejmie. Był elektorem Augusta II Mocnego w 1697 roku z województwa trockiego.